# الرومانسية في الأدب العربي
الرومانسية في الأدب العربي، دخلت الرومانسية إلى الأدب العربي على شكل مذهب نقدي نظري بفضل كتابين نقديين أولهما أصدره عباس محمود العقاد وإبراهيم عبد القادر المازني سنة 1921م تحت عنوان «الديوان» والكتاب الثاني أصدره ميخائيل نعيمة تحت عنوان «الغربال» سنة 1922م. 

## جمعيات ومدارس
تأسست جمعيات ومدارس للأدباء والمبدعين في ظل المذهب الرومانسي أهمها-:
- الرابطة القلمية (1920-1931 م): تأسست بمدينة نيويورك بالولايات المتحدة الأمريكية ومن أشهر أعضائها الشاعر الكاتب جبران خليل جبران؛ والأديب الناقد ميخائيل نعيمة؛ إلى جانب عدة شعراء آخرين في المهجر وقد عرف أنتاج أعضائها بالأدب المهجري.
- مدرسة الديوان (1921م): تأسست في مصر ممثلة في زعمائها الثلاثة: عباس محمود العقاد، وعبد القادر المازني، وعبد الرحمن شكري وهي مدرسة قامت على الجمع بين النقد النظري والإبداع الفني وقد بث أعضاؤها روحا جديدة في الشعر العربي متمثلين الأدب الرومانسي الإنجليزي.

ورغم اتفاق المدرستين من حيث الجوهر في الدعوة إلى التجديد إلا أن بينهما فوارق أبرزها أن المهجريين يبالغون في ذكر ا لطبيعة والدعوة إلى الاندماج فيها ويغالون في ذكر الأوطان بينما يتساهلون في الدقة اللغوية ولا يتحرون في مراعاة القواعد النحوية والصرفية بينما تركز مدرسة الديوان على القهر الذي يرزح تحته المواطن العربي في وطنه والمسلط عليه من قبل الأنظمة الاستبدادية والاستعمار الغربي والعادات المتحجرة.
- مدرسة أبولو (أو جمعية أبولو للشعر) (1932م): أسسها أحمد زكي أبو شادي الذي تولى رئاستها؛ وكان من أقطابها كل من إبراهيم ناجي، علي محمود طه، عمر أبو ريشة وأبو القاسم الشابي. والمشهور أن هذه الجماعة ضمت تحت لوائها اتجاهات مختلفة، مع غلبة الطابع الرومانسي، كما أن أعضاءها والمنتمين إليها كانوا من أقطار عربية مختلفة. وقد نصبت من نفسها مدافعا عن الطبقات الفقيرة والمسحوقة والمهمشة، فحاربت الظلم الفردي والاجتماعي وتصدت للاستعمار الخارجي وحرضت الشعوب على الثورة في وجهه ومحاربته ودفعه بكل السبل والوسائل كما دعت إلى التصدي للاستبداد والفساد السياسي في الداخل وحثت على العدل في إتاحة الفرص أمام الجميع دون تمييز عرقي أو طبقي.

## قنوات التعبير
من الفنون والأنواع الأدبية التي اتخذتها الرومانسية العربية قنوات للتعبير:
- الرواية والشعر
- الغنائي الوجداني

وتنتمي روايات يوسف السباعي؛ وإحسان عبد القدوس؛ وعبد الحليم عبد الله إلى الرومانسية.

## الشعر الرومانسي
من الشعر الرومانسي الشعر المهجري وأشعار جماعة أبوللو وأشعار أبي القاسم الشابي بينما حمل مفدي زكريا لواء الرومانسية الثورية بكل جدارة.

## شعراء الرومانسية
ومن شعراء الرومانسية: 
- خليل مطران
- الدكتور إبراهيم ناجي، صاحب دواوين: الطائر الجريح، وليالي القاهرة، ووراء الغمام.
- علي محمود طه في الملاح التائه.  [2]
- صالح جودت [3]
- عمر أبو ريشة [4]
- ميخائيل نعيمة [5]
- إيليا أبو ماضي [6]
- نازك الملائكة [7]
- بدر شاكر السياب
- عبد الرحمن شكري

## الآثار والأسباب
ترك المذهب الرومانسي آثارا عميقة في الأدب العربي، ولهذا الـتأثير سببان هما:
1. الحاجة إلى التجديد والتي فرضت نفسها بقوة على الحياة السياسية والفكرية والأدبية بين الحربين العالميتين.
2. كون المذهب الرومانسي كان يشكل الملاذ الوحيد الذي وجد فيه الشعراء والأدباء آنذاك إطارا يعبرون من خلاله عما يضطرب في صدورهم ويختلج في جوانحهم من رغبة في دفع مظالم الاستعمار والاستبداد والثورة على القهر والحرمان؛ وألتوق إلى الحرية في عالم يسوده العدل والمساواة. [8]